# Lumumba (EP)
Lumumba è il primo EP del musicista italiano Tony Cercola, pubblicato nel 1988 dalla casa discografica Tendace.

## Tracce
1. Lumumba (Extended Version)
2. Lumumba (Bonus Beats)
3. Lumumba (Radio & Single Version)
4. Lumumba (Instrumental Version)